# Electro shangaan
L'electro shangaan est un genre musical et une danse ayant émergé d'une reprise au XXIe siècle des traditions folkloriques locales des townships sud-africains, le disco tsonga et le kwaito house. Dans les années 2010, le mouvement est mené par DJ Khwaya et le producteur Nozinja, qui l'ont transformé en une souche afro-futuriste emblématique de la dance. L'electro shangaan est également appelé electro tsonga dans la province de Limpopo, en Afrique du Sud.

## Histoire
Avant les sorties de Honest Jon's à la fin des années 2000, le mouvement electro shangaan dispose d'un vaste catalogue de cassettes, de CD-R et de DVD publiés localement en Afrique du Sud par Nozinja Productions. Le style a depuis attiré l'attention internationale grâce à la sortie de la compilation electro shangaan : New Wave Dance Music From South Africa via Honest Jon's, qui met en valeur le travail de production de Nozinja et les équipes de danse et de chant qu'il a créées. Le disque et l'attention qu'il a suscitée en diffusant divers clips YouTube des danseurs en action conduisent à une succession de représentations au festival Sónar, au Berghain, et ailleurs en Europe, en Australie et en Afrique.